# Jackpot (film 1992)
Jackpot è un film del 1992 diretto da Mario Orfini.
È una pellicola a sfondo fantascientifico dai toni ecologisti, che è stata definita una "fiaba anti tecnologica".
Ultimo film interpretato da Adriano Celentano, fu un insuccesso di critica e di pubblico.

## Trama
In una villa sul Lago di Como una decrepita ereditiera sovvenziona ricerche sullo "Juvenil", un prodotto che ridona la giovinezza, compiute da un gruppo di ragazzini di intelligenza portentosa. Quando le loro menti hanno bisogno di requie, Swift, l'uomo cibernetico che guida il programma, consiglia di affidare i piccoli geni all'umile giardiniere Furio, il quale nella sua supposta idiozia insegna loro a ridere, a giocare a mosca cieca, ad ascoltare il vento e a sentire i profumi della terra. Grazie a questo incontro, l'esperimento prosegue a buon fine perché i ragazzini capiscono cos'è che manca ancora nell'esperimento.
Furio sembra inoltre suscitare le prime pulsioni amorose di Violet, una dei membri dell'équipe, che fa di tutto per attirare la sua attenzione nonostante la forte differenza d'età. Furio, dal canto suo, inizia a frequentare una donna che ha trovato per caso nella sua stanza: Prudence, un'ottantenne con il corpo mozzafiato di una quarantenne. Si tratta in realtà della nonna di Jeffrey, il leader dei piccoli geni, che si è sottoposta ai primi trattamenti con lo Juvenil e che è fuggita dalla conferenza stampa del lancio del prodotto dopo essersi sentita un fenomeno da baraccone. Inoltre, Jeffrey vede in Furio un potenziale rivale amoroso in quanto è innamorato di Violet.
Una sera, mentre Furio e Prudence cenano, Violet decide di parlare con Furio e fargli sapere cosa prova. Jeffrey la segue, intenzionato a dichiararsi, e la sorpresa di trovarsi sia Violet che la nonna con Furio gli provoca un forte shock emozionale che lo fa correre disperato nel laboratorio: vuole infatti andare a CyberEden, la città virtuale che l'équipe ha creato e che ha popolato con individui trattati con la formula migliorata dello Juvenil. Una volta arrivato, si trova di fronte ad uno scenario a metà tra il Cyberpunk e il post-apocalittico: una città che sembra andata avanti nel tempo, con delle gigantesche montagne russe che fanno invecchiare fino alla morte chi le usa (una versione cyberpunk dell'Anello di Moebius).
Il leader del folle mondo di CyberEden, altri non è che l'uomo cibernetico usato per migliorare lo Juvenil, il cui nome in codice è "773T", ovvero la versione speculare di Jeffrey. Nel mondo reale, intanto, si lavora ad un modo per riportare Jeffrey sano e salvo: collegando infatti un componente di un computer all'autoradio della macchina di Furio, si può tentare il passaggio a CyberEden. Furio e Prudence si ritrovano così a CyberEden, dove vengono accolti dalla sua popolazione, un branco di ragazzini-teppistelli guidati da Fabian, il braccio destro di 773T. I due vengono così presi e portati alle montagne russe, dove subiscono un forte invecchiamento.
Jeffrey, però, sfruttando la sua somiglianza con il leader di CyberEden, trova un modo per disattivare le montagne russe ed impedire così che i due muoiano. 773T sgattaiola nella macchina di Furio, facendosi passare per Jeffrey, ma Furio non ci casca e lo fa scendere, prendendo il vero Jeffrey e lasciando il suo alter ego in balia dei teppistelli. Una volta tornati al mondo reale, Jeffrey è salvo. I ragazzini e l'ereditiera hanno capito che, dopo l'esperienza a CyberEden, lo Juvenil non può essere la risposta contro la vecchiaia e decidono di cancellare tutto. Tutti sono felici e pronti a lasciare la residenza dell'ereditiera. Nel laboratorio, intanto, si procede alla cancellazione degli ultimi elementi di CyberEden: vengono cancellate le montagne russe, viene cancellato Fabian, ma quando si arriva a 773T il computer sembra che abbia delle difficoltà per cancellarlo.

## Produzione
La produzione del film ha avuto un costo dichiarato di 18 miliardi di Lire, con contributi tecnici di nomi eccellenti tra i quali Luciano Tovoli (fotografia), Pietro Scalia (montaggio), Giorgio Moroder (musiche), Maurizio Millenotti (costumi).
Il regista Mario Orfini ha dichiarato: «Jackpot è un film per il pubblico di Celentano, ma non solo. Ci sono i sette bambini che offrono una confezione natalizia e portano richiami poetici. C' è un po' di romanticismo con la breve storia d'amore tra Furio e il personaggio di Kate Vernon, ottantenne che ringiovanisce fino a 30 anni e diventa bellissima. E, per i teen agers, ci sono gli effetti speciali sonori con le musiche di Moroder che sono di prim' ordine, e c'è la città costruita al computer, molto vicina alla realtà virtuale» mentre alla domanda se rifarebbe un film con Celentano ha risposto: «"Perché no? Sul set si è comportato da perfetto professionista. Nessun divismo. E anche le sue facoltà di predicatore sono state attenuate dalla lingua, perché ho girato il film tutto in inglese".»
Celentano torna al cinema dopo sette anni dall'insuccesso di Joan Lui - Ma un giorno nel paese arrivo io di lunedì e Il burbero. A proposito del film rivela che: «Non avevo nessuna premura di tornare al cinema, non ho mai avuto paura che, mentre ne sto lontano, vengano fuori altri attori. Invece di essere in tre, saremo in quattro, pazienza. Mi è piaciuta questa idea, mi sembra buona, ho accettato il film. Il significato è che il progresso è giusto, anzi giustissimo che vada avanti, però deve portarsi dietro anche il passato, se no succede che vediamo case che non hanno volto, che l'arte sta scomparendo. Furio non fa grandi prediche ai bambini, li riporta alla semplicità, li spinge a sentire il rumore del vento, a scoprire gli odori e i profumi della natura.»
Le riprese del film si sono svolte a Cinecittà nella primavera 1992. Il film è stato girato in lingua inglese.

## Distribuzione
In Italia è uscito il 23 dicembre 1992 distribuito dalla Penta Film. All'estero è uscito col titolo Cyber Eden.

## Accoglienza

### Incassi
Il film con un budget di ben 18 miliardi di lire, fu un tremendo flop al botteghino malgrado fosse stato lanciato nel periodo natalizio: la sera di Natale incassò appena 50.000 lire nel comune di Abbiategrasso, mentre a livello nazionale non raggiunse i 100 milioni durante l'intero periodo natalizio. A Milano venne proiettato nella sala 1 del cinema Odeon, una delle sale più grandi con circa 1150 posti, ma ebbe risultati disastrosi, al punto che venne presto spostato nella sala 6, di appena 160 posti. Risultati desolanti si ebbero anche a Roma, dove, ospite in due sale enormi come l'Adriano e il Ritz, venne ritirato nel giro di poche ore. Alla fine della sua corsa Jackpot incassò appena 158 milioni di lire.
A seguito del pesante insuccesso nelle sale, il regista Mario Orfini accusò apertamente la Titanus, casa di produzione del film di, aver «lasciato il film al suo destino» dopo aver assicurato la propria presenza, e la Penta Film che lo distribuiva, di averlo pubblicizzato in maniera molto tiepida e di averlo acquisito nel proprio listino solo all'ultimo minuto, criticando lo stesso Celentano reo di non aver promosso il film durante il suo show Svalutation su Rai Tre. Sia la Titanus che la Penta respinsero le critiche, mentre Celentano, in un intervento sul Corriere della Sera, ammise che i critici avevano ragione e che il film aveva parecchi difetti.
Il fallimento della pellicola mise fine alla carriera cinematografica di Adriano Celentano.

### Critica
Il film non è stato apprezzato dalla critica:
(Franco Montini, La Repubblica)
(Segnalazioni Cinematografiche)
(FantaFilm)